# Haukijärvi (Tärendö socken, Norrbotten, 746060-180076)
Haukijärvi är en sjö i Pajala kommun i Norrbotten och ingår i Kalixälvens huvudavrinningsområde. Sjön har en area på 0,124 kvadratkilometer och ligger 172 meter över havet. Sjön avvattnas av vattendraget Särkijoki.

## Delavrinningsområde
Haukijärvi ingår i det delavrinningsområde (745707-179506) som SMHI kallar för Mynnar i Kalixälvens vattendragsyta. Medelhöjden är 172 meter över havet och ytan är 33,13 kvadratkilometer. Det finns inga avrinningsområden uppströms utan avrinningsområdet är högsta punkten. Särkijoki som avvattnar avrinningsområdet har biflödesordning 2, vilket innebär att vattnet flödar genom totalt 2 vattendrag innan det når havet efter 170 kilometer. Avrinningsområdet består mestadels av skog (33 procent) och sankmarker (60 procent). Avrinningsområdet har 0,97 kvadratkilometer vattenytor vilket ger det en sjöprocent på 2,9 procent.